# Dos bojos amb sort 2
Dos bojos amb sort 2 (títol original: Wayne's World 2) és una comèdia estatunidenca de Stephen Surjik el 1993. Aquest film és continuació de Wayne's World, estrenat dos anys abans. Ha estat doblada al català.

## Argument
Wayne Campbell i Garth Algar han abandonat finalment el domicili dels pares. Wayne trenca el perfecte amor amb Cassandra, que s'ha compromès amb un altre, Bobby. Wayne veu l'arribada d'aquest de mal ull… Una nit, Jim Morrison i un "indi zarbi mig despullat" al desert se li apareixen en somni, i li revelen l'autèntic sentit de la seva vida; haurà d'organitzar, a la seva ciutat d'Aurora, el festival rock "Waynestock".

## Repartiment
- Mike Myers: Wayne Campbell
- Dana Carvey: Garth Algar
- Tia Carrere: Cassandra Wong
- Christopher Walken: Bobby Cahn
- Ralph Brown: Del Preston
- Chris Farley: Milton
- James Hong: Jeff Wong
- Michael A. Nickles: Jim Morrison
- Frank DiLeo: Frankie « Mr. Big » Sharp
- Olivia de Abo: Betty Jo
- Drew Barrymore: Bjergen Kjergen
- Ed O'Neill: Glen (Mikita)
- Lee Tergesen: Terry
- Kevin Pollak: Jerry Segel
- Harry Shearer: Sam Beaugosse
- Tim Meadows: Sammy Davis Junyr
- Ted McGinley: el cridaner
- Larry Sellers: l'indi zarbi mig despullat

### Actors convidats
- Aerosmith
- Heather Locklear
- Charlton Heston: l'actor de reemplaçament
- Kim Basinger: Honey Hornée
- Rip Taylor
- Jay Leno

## Banda original
1. Louie Louie - Robert Plant
2. Dude (Looks Like a Lady) - Aerosmith
3. Idiot Summer - Gin Blossoms
4. Superstar - Superfan
5. I Love Rock 'N' Roll - Joan Jett & The Blackhearts
6. Spirit in the Sky - Norman Greenbaum
7. Out There - Dinosaur Jr.
8. Mary's House - 4 Non Blondes
9. Radar Love - Golden Earring
10. Can't Get Enough - Bad Company
11. Frankenstein - Edgar Winter
12. Shut Up and Dance - Aerosmith
13. Y.M.C.A. - Village People

## Al voltant de la pel·lícula
- El film comporta referències a d'altres films o a sèries de televisió:
  - Batman: Wayne aixeca el cap d'una estàtua, Garth pitja el botó a l'interior, i un prestatge s'aparta i obre un accés al garatge per una barra de bomber.
  - Parc Juràssic: Wayne i Garth fan recerca de localitzacions al Parc Stevenson al vespre sota una tempesta. Mentre que observen el mapa amb una llanterna, perceben el cap d'un T-Rex a través del vidre, Wayne crida a Garth[3]

| « | Apaga la llanterna! | » |

- - El graduat: Al volant d'un petit descapotable vermell i al so de la cançó Mrs. Robinson, Wayne marxa a buscar Cassandra a l'església per impedir el seu matrimoni amb Bobby. Cada ingredient de la seqüència és reprès de manera més paròdica (la parada a la gasolinera, l'avaria del cotxe, el final del trajecte a peu, la fugida en bus…).
  - Thelma i Louise: Al segon final del film, Wayne i Garth es troben davant d'un helicòpter i decideixen de tirar-se al gran canyon. Wayne porta un fulard mentre que Garth té el cabell arrissat.
- Tia Carrere va insistir per aparèixer a aquest segon lliurament.
- James Hong, que fa de pare de Cassandra, és un veterà dels films de combats. Té en conseqüència assegurats la majoria dels plans de la seva escena de combat amb Mike Myers.
- Chris Farley, que interpreta el paper de Milton, ja havia aparegut al primer film en el paper d'un goril·la de seguretat en el concert d'Alice Cooper a Milwaukee.[3]
- Stephen Surjik, director del film, fa un petit cameo: Fa el canvi d'actor pel paper de l'empleat de la gasolinera. Surjik